# Paraegle
Paraegle là một chi bướm đêm thuộc họ Noctuidae.